# Полтавцев, Андрей Юрьевич
Андрей Юрьевич Полтавцев (укр. Андрій Юрійович Полтавцев, 7 декабря 1991) — украинский футболист, вратарь

## Биография
Воспитанник СДЮШОР Украина Луганск, где играл до 2008 года в ДЮФЛ.
С начала 2008 года играл за молодёжную команду луганской «Зари». После семи лет выступлений за «молодёжку», 28 февраля 2015 года Полтавцев дебютировал в основной команде «Зари» в матче украинской Премьер-лиги против донецкого «Олимпика». В том матче луганчане разгромили соперника 5:1, а Полтавцев пропустил гол в концовке от Гегама Кадимяна. Всего за сезон 2014/15 Андрей провёл 2 матча в которых пропустил 2 гола, после чего был переведён назад в «молодёжку».
1 февраля 2016 года было официально объявлено о переходе Полтавцева в «Гурию» на правах аренды до конца сезона.
28 февраля 2019 перешёл в «Энергию» из Новой Каховки.